# Stora Koltjärnet
Stora Koltjärnet är en sjö i Sunne kommun i Värmland och ingår i Göta älvs huvudavrinningsområde. Sjön har en area på 0,0455 kvadratkilometer och ligger 258,1 meter över havet. Sjön avvattnas av vattendraget Borrälven.

## Delavrinningsområde
Stora Koltjärnet ingår i det delavrinningsområde (664696-133358) som SMHI kallar för Utloppet av Borrsjön. Medelhöjden är 288 meter över havet och ytan är 16,26 kvadratkilometer. Det finns inga avrinningsområden uppströms utan avrinningsområdet är högsta punkten. Borrälven som avvattnar avrinningsområdet har biflödesordning 4, vilket innebär att vattnet flödar genom totalt 4 vattendrag innan det når havet efter 341 kilometer. Avrinningsområdet består mestadels av skog (76 procent). Avrinningsområdet har 1,48 kvadratkilometer vattenytor vilket ger det en sjöprocent på 9,1 procent.